# Adèle d’Osmond

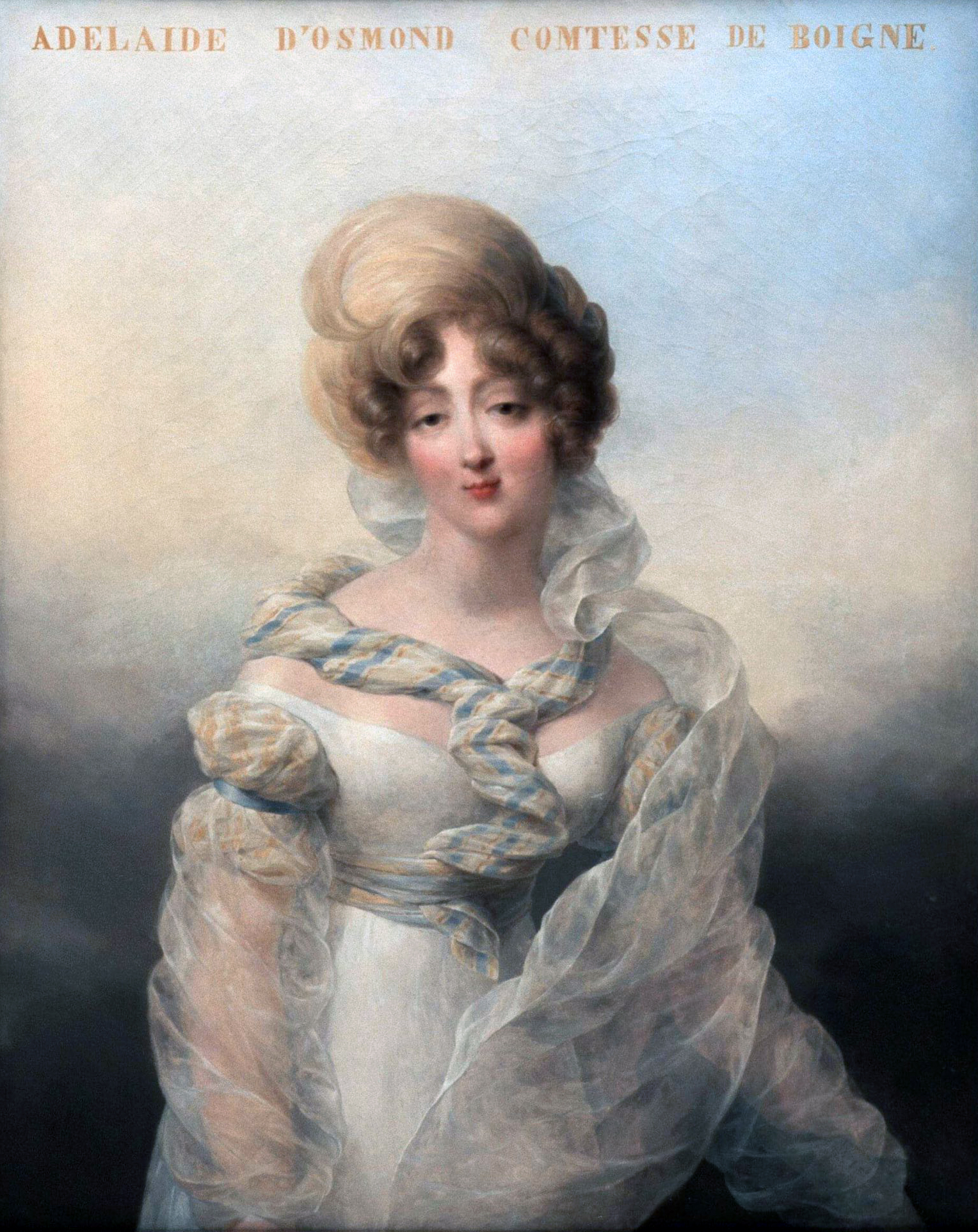
Adélaïde d’Osmond, comtesse de Boigne, 1810 gemalt von Jean-Baptiste Isabey

Adèle d’Osmond (geboren am 19. Februar 1781 als Louise-Eléonore-Charlotte-Adélaïde d’Osmond in Versailles; gestorben am 10. Mai 1866 in Paris) war eine französische Adelige, Salonnière und Schriftstellerin, nach Heirat genannt comtesse de Boigne.

## Leben
Sie war die Tochter von René Eustache d’Osmond, 4th Marquis d’Osmond (1751–1838) und dessen Gemahlin Eléanore Dillon (1753–1831). Zunächst wuchs sie als ältere Tochter von zwei Kindern am Hof von Versailles auf, emigrierte aber mit den Eltern 1790 nach England, als die Französische Revolution ausbrach.
Im Londoner Exil lernte sie durch Kontakte der Familie 1797 den erfolgreichen General Benoît de Boigne (1751–1830) kennen, der für den Marathenfürsten Mahadaji Shinde (1730–1794) Krieg geführt hatte und mit einem erheblichen Vermögen nach Europa zurückgekehrt war. Die beiden schlossen am 11. Juni 1798 eine Ehe, führten aber aufgrund großer persönlicher Unterschiede (sie als 17-jährige, mittellose Adelige; er als 47-jähriger Veteran nach etwa 20 Jahren Aufenthalt im Nahen und Fernen Osten, und mit einer nun verstoßen indischen Ex-Frau und zwei Kindern) keine glückliche Ehe. Getrennt kehrten sie zurück nach Frankreich – er 1802 in seine Heimat Savoyen, wo er ein Schloss erwarb; sie 1804 mit den Eltern nach Paris. Das Ehepaar lebte danach permanent getrennt, allerdings bezog Adèle großzügigen Unterhalt.
Bis zum Ende der Ära Napoleons war Adèle d’Osmond Mitglied in royalistischen Kreisen, die von Napoleon toleriert wurden; und sie schloss Freundschaft mit Julie Récamier und Germaine de Staël. Nach dem Fall des Empire stieg Adèle weiter gesellschaftlich auf. Sie folgte ihrem Vater auf dessen Botschaftsposten in Turin (1814–1815) und London (1815–1819), um dann nach Paris zurückzukehren, wo sie einen beliebten, gemischten Salon aufbaute, in dem die Welt des Adels mit Literatur-, Politiker- und Diplomatenkreisen verkehrte. Die Zeit der Julimonarchie markierte den Höhepunkt des Salons von Osmond, und auch Königin Maria Amalia gehörte zum Freundeskreis Adèles. Der Minister und Kanzler Étienne-Denis Pasquier war ihr Geliebter, und Gerüchten zufolge sollten die beiden nach dem Tode seiner Frau heimlich in London geheiratet haben.
Adèle d’Osmonds literarisches Werk wurde erst nach ihrem Tode veröffentlicht und stellte die hohe Gesellschaft Frankreichs als verkünstelt und korrupt dar. In einem schwunghaften, geistreichen, aber auch zum Teil sehr boshaften Stil breitete sie in ihren Memoiren unter anderem private Details über ihren Ehemann, Napoleon, die Herzogin von Berry, den alternden Talleyrand und den von ihr gehassten Chateaubriand aus.

## Werk
- Récits d’une Tante: Mémoires de la Comtesse de Boigne, née d’Osmond (Memoiren in 4 Bänden, postum)
- La Maréchale d’Aubemer, nouvelle du XVIIIe siècle (Roman, 1866 postum)
- Une passion dans le Grand Monde (Roman, 1867 postum)